# Fabian Weiss
Fabian Weiss (* 11. April 2002 in Sulz) ist ein Schweizer Radsportler.

## Sportlicher Werdegang
2020 belegte Fabian Weiss bei den Junioren-Europameisterschaften auf der Bahn im Ausscheidungsfahren Platz drei. Auf der Strasse wurde er 2022, 2023 und 2024 jeweils Schweizer Meister im Einzelzeitfahren der U23. Bei den Strasseneuropameisterschaften 2022  belegte er im Zeitfahren der U23 Rang vier und bei den Strassenweltmeisterschaften im selben Jahr Rang zwölf. Bei Lüttich–Bastogne–Lüttich Espoirs 2023 wurde er Zehnter.
Nachdem Weiss bereits von 2023 bis 2024 für das U23-Team von Tudor Pro Cycling an den Start gegangen war, erhielt er zur Saison 2025 einen Vertrag beim UCI ProTeam.

## Erfolge

### Strasse
2022
- Schweizer U23-Meister – Einzelzeitfahren

2023
- Schweizer U23-Meister – Einzelzeitfahren

2024
- Schweizer U23-Meister – Einzelzeitfahren

### Bahn
2020
- Junioren-Europameisterschaft – Ausscheidungsfahren